# Kevin Smith (Schauspieler)
Kevin Tod Smith (* 16. März 1963 in Auckland, Neuseeland; † 15. Februar 2002 in Peking, China) war ein neuseeländischer Filmschauspieler und Rockmusiker.

## Leben
Der Sohn einer Tongaerin und eines weißen Neuseeländers wuchs bis zu seinem 11. Lebensjahr in Auckland auf, ehe die Familie nach Timaru, auf die neuseeländische Südinsel, zog.
Während der High School begann Smith in verschiedenen Rock-’n’-Roll-Bands zu spielen, dachte jedoch nie ernsthaft an die Schauspielerei. Im Gegenteil – sein Traum war es, als Rugbyspieler für die All Blacks zu spielen, der Nationalmannschaft Neuseelands.
1980 – mit 17 Jahren – zog Smith nach Christchurch und ging Gelegenheitsjobs nach, bis er mit 20 Jahren genug Geld gespart hatte, um ein Studium an der University of Canterbury finanzieren zu können. Drei Jahre später heiratete er seine Jugendfreundin Suzanne, mit der er im Lauf der Jahre drei Söhne bekam, Oscar (* 1991), Tyrone (* 1993) und Willard (* 1999).
Durch Zufall kam Smith auch mit der Schauspielerei in Berührung, als seine Frau 1987 den Aufruf zu einem Casting hörte. Auf einer rekonstruierten Welttournee von Elvis Presley bekam Smith die Gelegenheit, einen Leibwächter des Musikers zu mimen, und wurde daraufhin im selben Jahr für die Seifenoper Gloss verpflichtet.
Er stand in vielen, speziell neuseeländischen Produktionen vor der Filmkamera. Doch seine bekannteste Rolle, die des griechischen Kriegsgottes Ares in den Fernsehserien Hercules und Xena, sollte Smith auch in Europa eine breite Fangemeinde sichern. Ein Crossover hatte er zudem in Young Hercules.
Parallel zu seiner Schauspielkarriere war er Mitglied einiger Rockbands Neuseelands. So war er auch Bandleader von The White Lapels, einer Band, die sich auf die Neuauflage von Liedern aus den 1970er Jahren spezialisiert hatte.
Im Februar 2002 befand sich Smith gerade bei Dreharbeiten zur australisch-chinesischen Koproduktion Warriors of Virtue: The Return to Tao in Peking. Am 6. Februar, am Tag nach Drehschluss, wollte er sich mit Hilfe eines chinesischen Stuntmans noch weiterbilden. Hierbei stürzte er aus einer Höhe von sechs Stockwerken in die Tiefe. Der genaue Unfallhergang konnte nicht geklärt werden.
Obwohl Sanitäter vor Ort waren und er sofort an lebenserhaltende Maschinen angeschlossen wurde, fiel Kevin Smith ins Koma und verstarb einen Monat vor seinem 39. Geburtstag, am 15. Februar, im Beisein seiner Frau und seiner Eltern.
Kevin Smith sollte im März 2002 mit den Dreharbeiten zu Tränen der Sonne beginnen. Dies wäre seine erste Rolle in einem US-amerikanischen Film gewesen.

## Filmografie (Auswahl)

### Hauptrollen
Filme
- 1993: Desperate Remedies
- 1994: Kevin Rampenbacker And The Electric Kettle
- 1998: Flatmates
- 1998: Hercules & Xena – Der Kampf um den Olymp (Hercules and Xena – The Animated Movie: The Battle for Mount Olympus)
- 1998: Der junge Hercules (Young Hercules)
- 1999: Lawless
- 2000: Lawless: Dead Evidence
- 2000: Channelling Baby
- 2000: Jubilee
- 2001: The Meeting
- 2001: Lawless: Beyond Justice
- 2003: Riverworld
- 2005: Warriors of Virtue: The Return to Tao

Serien
- 1987: Gloss
- 1991: Away Laughing
- 1992: Shortland Street
- 1994: Heartland
- 1995–1999: Hercules (Hercules: The Legendary Journeys)
- 1995–2001: Xena – Die Kriegerprinzessin (Xena: Warrior Princess)
- 1998–1999: Der junge Hercules (Young Hercules)

Gastrollen
- 1996: Naked: Stories of Men (Folge 1.2)
- 1996: City Life (Folge 1.1 & 1.2)
- 1997–1999: Wildside (Folge 1.2, 1.34 & 2.9)
- 1998: The Series (Folge 2.13)
- 2000: Guess Who’s Coming to Dinner? (Folge 3.4)